# M7A (ガスタービン)
M7Aは、川崎重工業製のガスタービンエンジンである。

## M7A-01
川崎重工業は、ガスタービン事業の製品系列の拡充、省エネルギー対策やコージェネレーション用途のため、大出力の大型ガスタービンを開発することとした。大型ガスタービンは、空気流量、圧力比、効率の点で軸流圧縮機を採用することが望ましいが、当時、軸流式の設計の知識は無かった。1983年4月から川崎重工内で非公式に検討をし始めて、大槻幸雄が1983年5月にひとまずこれまでのM1A型などと同じ二段遠心圧縮機による5,000kW級中型ガスタービンの開発計画書作成を指示した。さらに大型ガスタービンの開発がいずれ必要となることは明らかであり、軸流式の技術情報も必要と考え、わずか1か月後にはコストの低減と開発リスク軽減のため、「軸流＋遠心」式に変更された。なお、開発段階では、XMガスタービンと呼称されている。
1985年4月より軸流圧縮機の研究が開始され、同年10月に軸流圧縮機基本設計プロジェクト・チームが発足、同年12月には長谷川社長から非公式に開発が認められた。実際に軸流式の設計を始める前に、国産ファンエンジンFJR用軸流圧縮機の研究、海外ガスタービン・メーカーの調査、社内研究会などが行われ、川崎式フローパターン、高マッハ数に強いDCA翼型、ワイドコードのできるだけ小さな翼のアスベクト比が採用されることとなった。開発にあたり、ゼネラル・エレクトリック T700を参考にしている。設計を進める中、大型化、高温化、高効率化のため、最終的には1987年12月に「全段軸流式」の採用が正式決定された。
1988年4月、最終的な製品として、基本機種「XM-02」と派生機種の低出力型「XM-01」と高出力型「XM-03」の開発が考えられた。まずはXM-02の開発を進め、続いて派生機種を開発することとなった。圧縮機は予想が困難で、まずは完成エンジンと同一仕様の軸流圧縮機の詳細決定が1988年4月から行われ、1989年3月には試作を完了。軸流圧縮機の設計仕様は次の通り。段数は12段、圧力比12.25、翼列流入マッハ数0.9以下とし、低圧段はDCA（二重円弧）翼型、中・高圧段にはNACA65翼型が採用された。1989年8月29日、多段軸圧縮機試験機の試運転が開始され、本格的な試験は同年11月から12月にかけて行われた。流量は計画より3%不足したが、圧力や効率は計画値を達成。性能予測手法が十分な精度であることを確認でき、さらなる開発の推進につなげられたという。多段軸圧縮機試験機の目標達成を受け、XM本体用の軸流圧縮機は試験機と同じで良いこととなったが、翼の補強修正が加えられた。また、多段軸圧縮機試験機とは別に、XMの単段試験機を1989年より設計開始、1990年半ばに製作完了、試験が行われ、良好な結果が得られた。このようにして多段軸圧縮機を用いた本格的な中型ガスタービンを開発するための準備ができた。
1991年3月20日にXMガスタービンの運転を開始、同月26日に着火成功。回転数を上げるのにやや時間がかかったが、同年5月10日に100%の回転数まで上げられた。同年11月13日にXM-02ガスタービン1号機は出力7,800馬力、熱効率30.8%を記録。同年12月2日に8,000馬力で51分間の継続運転を実施。1993年2月4-5日に行われるXM-02ガスタービンの一般公開運転に先立ち、商品が成功するよう、ラッキーセブンの意味を込めてM7A-01ガスタービンと改名された。
各種試験が行われ、商品として最低限の確認を得た後、顧客であるセッツ株式会社尼崎工場で1994年4月から本格的な稼働で確認がされた。試作2号機を清掃し、損傷部を新品へ交換したものが安価で納入された。同工場の運転ではとくに大きな故障は起きなかった。1994年にM7A-01が完成。
M7A-01は、出力軸端で31.5%を越える熱効率と高い排熱回収率による高い総合熱効率、低いNOx濃度による低公害性、水平二分割ケーシングとして内部検査などもしやすい構造の採用、3万時間以上の長い設計寿命などの特徴を持つ。これまでの小型ガスタービンとは構造が異なり、経験が不足していたため、大きな失敗を起こさない方針で開発が進められた。
軸流圧縮機の翼型は、前段がDCA（二重円弧翼型）、後段がNACA65翼型とされた。1-7段の動翼はチタン合金を8段以降の動翼、静翼はステンレス鋼を採用。軸流タービンは、3段としたかったが安全のために4段とされた。タービン入口温度1,175℃に耐えられるよう、タービンの動翼はNi基の耐熱合金、静翼はCo基を用いた精密鋳造品とし、少ない空気で効果的な冷却が図られている。燃焼器は、出口温度の高温度化に有利で、均一な温度分布を得やすい順流型の6缶形燃焼器を採用。水平二分割の車室構造にして開放点検ができるようにし、軽量化が図られた。ローターは、2個のティルティングパッド型で支持している。
日本ガスタービン学会の推薦を受けて、「コージェネレーション向き中型高効率ガスタービン（M7A）」が、日本機械工業連合会の主催する、1995年度の第16回優秀省エネルギー機器 日本機械工業連合会会長賞を受賞。
1994年、M7A-01を搭載したコージェネレーションシステム「PUC60」が初納入された。PUC60は、当時、世界トップクラスのスーパーコンピュータ 京の無停電電源装置（UPS）の代わりに2基が納入されて使用された。CGSをUPSに代わって計算機センターに使用するのは世界初である。PUC60を採用した京の発電設備は、電源の多様性、安定・安全性、メンテナンス性・省エネルギーなどに配慮された施設計画が評価され、2011年度電気設備学会賞（技術部門、施設奨励賞）、2012年度コージェネ大賞の理事長賞（民生部門）を受賞した。

## M7A-02
遷音速域で使用できるMCA翼（多重円弧翼）の設計法を確立するため、1992年4月に設計法の作成に着手し、二次元翼列実験を技術研究所に依頼して実施した。タービンも遷音速タービンの二次元翼列試験を実施した。1993年4月から遷音速に段圧縮機試験機を試作し、同年末に試験機を完成。1994年10月まで試験を行い、MCA翼は設計目標（圧力比2.25、断熱効率88.5%）をほぼ達成し、最大マッハ数1.15の高速でも優れた性能を発揮。M7A-01で採用したDCA翼よりも大幅に改善された。
こうして得られた最新技術を基に、M7A-01から高出力化、高効率化したM7A-02ガスタービンの開発が可能と判断された。ただし、開発にあたっては開発コストを抑えるため、必要部分のみの改修にとどめている。1994年10月、M7A-02の設計を開始、1996年3月に組立完了、1997年3月に所定の目標にほぼ達して完成。
M7A-01からの大きな変更点は、軸流圧縮機の入口5段から4段（遷音速2段、亜音速2段）へ変更し、遷音速段の設計に先の研究成果を応用するとともに、7段以降の動翼を強化したものに変更したことである。また、軸流タービンについては第1段の動翼・静翼にフィルム冷却、第1、2段の静翼表面にセラミック系の熱遮断コーティングを施して冷却効果を高めている。M7A-02は、圧縮機1段あたり圧力上昇を1.28と世界トップ級の性能となった。
1999年、M7A-02を搭載したコージェネレーションシステム「PUC70」が初納入された。

## M7A-03
他社の競合機に対抗するため、最新の技術を適用してM7A-02に性能を向上させたものが、M7A-03ガスタービンである。最新のCFDを適用し、圧縮機やタービンの効率の向上、有効活用されていない空気の削減などで大幅に性能が向上された。2007年より販売が開始されている。
燃焼方式は、低NOxまたは超低NOxのDLE（Dry Low Emission）燃焼器を搭載したものが多く採用されている。中には一時的に液体燃料も使用できるデュアルフューエル燃焼器を搭載した仕様もある。M7A-03は、M7A-02と基本的な構造はほぼ変わらず、M7A-02を搭載した発電装置からM7A-03へ換装することもでき、この換装により発電出力を約700kW上昇することができる。
また、効率を向上させた改良機の開発が進められ、2012年6月から川崎重工業の明石工場でフィールド試験が実施された。
2009年、M7A-03を搭載したコージェネレーションシステム「PUC80」が初納入された。

## M7A-05
船舶用の派生型としてM7A-05ガスタービンが開発された。艦内サービス電源・推進用電動機などへ電力を供給している。
日本海事協会とABS（アメリカ船級協会）から舶用GT発電機としての認証を受けている。
本機は、海上自衛隊のまや型護衛艦に1艦あたり2基が搭載されている。

## 諸元

### ガスタービン
| 要目                  | M7A-01               | M7A-02               | M7A-03        | M7A-05      |
| --------------------- | -------------------- | -------------------- | ------------- | ----------- |
| 型式                  | 単純開放1軸          | 単純開放1軸          | 単純開放1軸   | 単純開放1軸 |
| 圧縮機                | 軸流12段             | 軸流11段             | 軸流11段      | 軸流11段    |
| 燃焼室                | 6筒缶形              | 6筒缶形              | 6筒缶形       | 6筒缶形     |
| タービン              | 軸流4段              | 軸流4段              | 軸流4段       | 軸流4段     |
| 全長                  | 3.6                  | 3.6                  | 4.2           | -           |
| 全高                  | 1.7                  | 1.7                  | 1.7           | -           |
| 全幅                  | 1.5                  | 1.5                  | 1.5           | -           |
| 最大出力(kw)          | 6,160                | 7,160                | 7,420         | 6,000       |
| 回転率(rpm)           | 14,000               | 14,000               | 13,790        | 13,790      |
| 熱効率(%)             | 30.5                 | 31.5                 | 33.0          | -           |
| タービン入口温度（℃） | 1,175                | 1,160                | -             | -           |
| 排気ガス温度（℃）     | 555                  | 530                  | 510           | 524         |
| 空気流量(kg/s)        | 21.6                 | 26.7                 | 27.0          | -           |
| 圧力比                | 12.7                 | 15.5                 | 15.6          | 15.0        |
| データの出典          | [ 38 ] [ 39 ] [ 40 ] | [ 38 ] [ 39 ] [ 40 ] | [ 41 ] [ 40 ] | [ 42 ]      |

### コージェネレーションシステム
| 要目                     | PUC60  | PUC70D  | PUC80D  | PUC80    |
| ------------------------ | ------ | ------- | ------- | -------- |
| ガスタービンモデル       | M7A-01 | M7A-02D | M7A-03D | M7A-03   |
| 発電出力(kw)             | 6,000  | 6,550   | 7,610   | 8,060    |
| 燃料消費量(m3N/h)        | -      | 1,939   | 2,040   | 2,086    |
| 排ガス量(m3N/h)          | -      | 75,270  | 76,130  | 77,860   |
| 蒸発量(kg/h)             | -      | 16,390  | 17,130  | 15,260   |
| 送気蒸気量(kg/h)         | -      | 16,390  | 17,130  | 12,660   |
| NOx低減方式              | -      | DLE     | DLE     | 蒸気噴射 |
| NOx値(ppm) （O2=0%換算） | -      | 80      | 52.5    | 150      |
| DLE運転範囲(%)           | -      | 80-100  | 50-100  | -        |
| 発電端効率(%)            | 30.7   | 30.0    | 33.1    | 34.3     |
| 熱回収効率(%)            | 42.8   | 52.5    | 52.1    | 38.1     |
| 総合効率(%)              | 73.5   | 82.4    | 85.2    | 72.4     |
| データの出典             | [ 24 ] | [ 43 ]  | [ 43 ]  | [ 43 ]   |